# Ermita de San Francisco Javier (Soneja)
La ermita de San Francisco Javier, localizada en la calle Maestro Aguilar de Soneja, en la comarca del Alto Palancia, es una ermita, catalogada, de manera genérica Bien de Relevancia Local, según la Disposición Adicional Quinta de la Ley 5/2007, de 9 de febrero, de la Generalitat, de modificación de la Ley 4/1998, de 11 de junio, del Patrimonio Cultural Valenciano (DOCV Núm. 5.449 / 13/02/2007), con código: 12.07.106-003.

## Historia
La ermita debió construirse inicialmente en una zona descampada, la cual, poco a poco ha sido absorbida por el núcleo urbano de Soneja. Es por ello por lo que actualmente se ubica en un arrabal de la población, conservándose exento tan solo el lateral derecho que hace esquina con la calle llamada de la Ermita.
Pese a que no se dispone de documentación sobre la ermita hasta 1714, tradicionalmente se ha venido considerando que su construcción data del siglo XVI, por ello se viene considerando que su construcción se debe a finales del siglo XVII y principios del XVIII.
Fue abandonada durante algún tiempo, llegándose a utilizar durante un largo tiempo del siglo XX como escuela municipal, hasta que a finales de ese siglo se restauró para su conservación y mantenimiento.

## Descripción
Se trata de una pequeña ermita de planta rectangular y nave única.
Externamente presenta un ligero retranqueo y se sitúa sobre una terraza a la que se accede mediante una pequeña escalinata. De fábrica de sillar y cubierta a dos agua rematada en teja, presenta como final de su fachada una pequeña espadaña en la que se ubica una única campana, conocida como “María”, fundida en 1691, con un diámetro de 26 centímetros y un peso de 14 kilos. Fue restaurada en el año 2001.
Al edificio se unen la sacristía, que se sitúa en la cabecera, y la casa del ermitaño.
La fachada presenta una puerta de madera, que se coloca en un vano en forma de arco de medio punto, de fábrica de dovelas de sillares, que se encuentra flaqueado por dos ventanas, rectangulares, en ambos lados. En la parte de arriba de la puerta se abre una ventana rectangular que es la que da luz al coro alto.
Respecto al interior, nos encontramos que en el lado izquierdo de la nave única hay unas hornacinas, mientras que en el lado derecho se abren ventanas rectangulares. La nave, que presenta varios tramos, cubre el primero con bóveda de crucería y el resto se cubre con bóveda de cañón, la cual presenta lunetos.
Además presenta un entablamento que cubre toda la nave y puede observarse la existencia de un coro alto a los pies de la planta.